# Kate Bush
Catherine (Kate) Bush CBE (Bexleyheath (Londen), 30 juli 1958) is een Britse zangeres, muzikante, singer-songwriter en producer. Haar vader is Engels en haar moeder Iers. Op haar 16e zorgde David Gilmour van Pink Floyd ervoor dat ze een platencontract tekende bij EMI. Haar eerste album (The Kick Inside) kwam uit in 1978, toen ze 19 jaar was.
Haar experimentele stijl en aparte zangtechniek maken dat ze wordt gewaardeerd door zowel collega-muzikanten als door een toegewijde schare fans. Dat blijkt uit het feit dat haar platen altijd verkopen, hoewel ze voor het maken van een album vaak jaren de tijd neemt; voor Aerial zelfs twaalf jaar.

## Biografie
Bush debuteerde begin 1978 op haar negentiende met de hit Wuthering Heights, die was geïnspireerd door het gelijknamige boek van Emily Brontë. Het nummer stond in het Verenigd Koninkrijk vier weken lang op de eerste plaats van de hitlijsten.
Ter gelegenheid van de opening van het Spookslot in de Efteling werd op 12 mei 1978 een tv-special met Bush uitgezonden. Het was haar tweede televisieoptreden in Nederland. De opnames vonden onder meer plaats in en rondom de te openen spookruïne. Daar staat de (namaak)grafsteen met de naam Kate erop. In april van dat jaar had zij haar debuut op de Nederlandse televisie met een optreden in Voor de vuist weg, het eerste Nederlandse praatprogramma, met Willem Duys als gespreksleider.
Haar debuut-lp The Kick Inside werd zowel artistiek als commercieel gewaardeerd. De plaat, geproduceerd door Andrew Powell, bevatte hits zoals Them heavy people en The man with the child in his eyes. David Gilmour wordt haar ontdekker en mentor genoemd, omdat hij haar zowel financieel als moreel steunde tijdens het opnemen van haar eerste demo's en haar verder promootte bij zijn eigen platenmaatschappij, EMI.
Bush ondernam haar eerste tournee, The Tour Of Life, in 1978–1979. Ze baarde veel opzien door haar mime-achtige manier van dansen. De tournee bracht haar onder meer in Carré in Amsterdam. Ze was de eerste zanger(es) die live een draadloze microfoon op haar hoofd droeg (waardoor ze haar handen vrij had). Na 1979 heeft ze niet meer getoerd tot in 2014, 35 jaar later.
Latere albums zoals Lionheart en Never for Ever waren commercieel gezien iets minder succesvol dan haar debuut, maar niettemin werden Babooshka en Army dreamers hits. Latere hits waren onder meer Cloudbusting en Running up that hill. Voor de videoclip van Cloudbusting had Bush haar haren kort laten knippen en speelde Donald Sutherland haar vader. In dat jaar november 1985 - november 1986 scoorde Bush een hit samen met Peter Gabriel met het nummer Don't Give Up. In 1986 nam ze eveneens een duet op met de Schotse band Big Country (The Seer).
In 1989 verscheen haar album The sensual world, dat haar best verkochte lp in Amerika werd. Na het album The Red Shoes (1993) trok Bush zich jarenlang terug op een eiland in de Theems, waar ze werkte aan Aerial (2005), waarvan het nummer King of the mountain een bescheiden hit werd. Op 18 januari 2002 verscheen Bush voor het eerst sinds jaren weer op het podium als speciale gast van David Gilmour tijdens een concert in de Royal Festival Hall.
In 2007 werd er een documentaire over Kate Bush gemaakt onder de titel Come Back Kate, waarin toegewijde fans over hun bijzondere band met de zangeres verhalen. Hoewel haar bijzondere stijl niet iedereen gemakkelijk in het gehoor ligt, wordt Kate Bush breed gerespecteerd onder collega-muzikanten. Tori Amos, Björk en Sinéad O'Connor zeiden in interviews dat ze door Kate Bush zijn beïnvloed en geïnspireerd.
Op 16 mei 2011 werd een compilatiealbum uitgebracht onder de titel Director's Cut. In deze uitgave bewerkte Bush haar vorige albums The Sensual World en The Red Shoes opnieuw en voorzag ze van nieuwe opnames en remasters. Na jaren van afwezigheid bleek Kate Bush nog altijd populair. In Nederland kwam dit album binnen op nummer 6 in de Album Top 100. In de Britse Album Top 40 kwam ze binnen op plaats 2.
Op 21 november 2011 kwam het album 50 Words For Snow uit, waaraan onder anderen Bush' zoon Albert (Bertie), Elton John en Stephen Fry meewerkten.
In augustus 2012 gingen de geruchten rond dat Bush op de slotceremonie van de Olympische Spelen van 12 augustus zou optreden. Dit zou een speciale gebeurtenis zijn, omdat zij amper optreedt. Ze voelt zich er namelijk nogal ongemakkelijk bij om haar nummers voor een publiek te zingen. Op de ceremonie werd er uiteindelijk enkel maar haar recent uitgebrachte remake van R.U.T.H. afgespeeld. Zijzelf was nergens te bespeuren. Achteraf liet Kate de organisatie van de slotvoorstelling wel weten dat ze het draaien van haar remake op prijs stelde.
In januari 2013 werd Bush benoemd tot Commandeur in de Orde van het Britse Rijk, vanwege haar verdiensten voor de muziek.
Bush kondigde in maart 2014 op haar website aan onder de naam Before the Dawn voor het eerst in 35 jaar tijd een reeks van vijftien concerten te geven in het Hammersmith Apollo-theater in Londen. Enkele dagen later voegde ze daar nog zeven optredens aan toe. De 22 voorstellingen waren in nog geen kwartier uitverkocht. Op 26 augustus 2014 gaf Kate haar eerste concert in 35 jaar. De optredens waren een groot succes. In de week na de eerste voorstelling stonden er acht albums van Kate Bush in de UK Top 40. Dat had nog geen andere vrouw bereikt.
In 2022 werd het nummer Running up that hill gebruikt in het vierde seizoen van de serie Stranger Things. Het kwam met die vernieuwde aandacht in de hitlijst van iTunes opnieuw binnen op nummer één en haalde eveneens de lijsten van Spotify, Groot-Brittannië en de Verenigde Staten.

## Discografie

### Albums
| Album met eventuele hitnotering(en) in de Nederlandse Album Top 100 | Datum van verschijnen | Datum van binnenkomst | Hoogste positie | Aantal weken | Opmerkingen   |
| ------------------------------------------------------------------- | --------------------- | --------------------- | --------------- | ------------ | ------------- |
| The kick inside                                                     | 17 februari 1978      | 25 maart 1978         | 1               | 30           |               |
| Lionheart                                                           | 13 november 1978      | 25 november 1978      | 5               | 12           |               |
| Never for ever                                                      | 8 september 1980      | 20 september 1980     | 4               | 18           |               |
| The Dreaming                                                        | 13 september 1982     | 25 september 1982     | 5               | 10           |               |
| Hounds of love                                                      | 16 september 1985     | 28 september 1985     | 1(2wk)          | 46           |               |
| The whole story                                                     | 15 november 1986      | 29 november 1986      | 22              | 28           | Verzamelalbum |
| The sensual world                                                   | 13 oktober 1989       | 28 oktober 1989       | 16              | 14           |               |
| This woman's work anthology 1978 - 1990                             | 18 oktober 1990       | -                     |                 |              | Verzamelalbum |
| The red shoes                                                       | 29 oktober 1993       | 13 november 1993      | 23              | 13           |               |
| Live at Hammersmith Odeon                                           | 1994                  | -                     |                 |              | Livealbum     |
| Aerial                                                              | 4 november 2005       | 12 november 2005      | 7               | 33           |               |
| Director's cut                                                      | 13 mei 2011           | 21 mei 2011           | 6               | 8            | Verzamelalbum |
| 50 Words for snow                                                   | 18 november 2011      | 26 november 2011      | 10              | 14           |               |
| Before the dawn                                                     | 24 november 2016      | 3 december 2016       | 11              | 3            | Livealbum     |

| Album met hitnotering(en) in de Vlaamse Ultratop 200 albums | Datum van verschijnen | Datum van binnenkomst | Hoogste positie | Aantal weken | Opmerkingen   |
| ----------------------------------------------------------- | --------------------- | --------------------- | --------------- | ------------ | ------------- |
| Aerial                                                      | 2005                  | 12 november 2005      | 11              | 20           |               |
| Director's cut                                              | 2011                  | 21 mei 2011           | 27              | 5            | Verzamelalbum |
| 50 Words for snow                                           | 2011                  | 26 november 2011      | 18              | 11           |               |

### Singles
| Single met eventuele hitnotering(en) in de Nederlandse Top 40 | Datum van verschijnen | Datum van binnenkomst | Hoogste positie | Aantal weken | Opmerkingen                                                                    |
| ------------------------------------------------------------- | --------------------- | --------------------- | --------------- | ------------ | ------------------------------------------------------------------------------ |
| Wuthering heights                                             | 1978                  | 11 maart 1978         | 4               | 11           | Nr. 3 in de Nationale Hitparade                                                |
| The man with the child in his eyes                            | 1978                  | 15 juli 1978          | 27              | 5            | Nr. 23 in de Nationale Hitparade                                               |
| Hammer horror                                                 | 1978                  | 18 januari 1979       | 25              | 5            | Nr. 25 in de Nationale Hitparade                                               |
| Wow                                                           | 1979                  | 8 maart 1979          | tip             | tip          |                                                                                |
| Them heavy people (On stage)                                  | 1979                  | 20 oktober 1979       | 21              | 6            | Nr. 17 in de Nationale Hitparade                                               |
| Breathing                                                     | 1980                  | 3 mei 1980            | tip14           | -            | Nr. 44 in de Nationale Hitparade                                               |
| Babooshka                                                     | 1980                  | 7 augustus 1980       | 15              | 7            | Nr. 24 in de Nationale Hitparade                                               |
| Army dreamers                                                 | 1980                  | 29 november 1980      | 36              | 3            | Nr. 25 in de Nationale Hitparade                                               |
| Sat in your lap                                               | 1981                  | 1 augustus 1981       | tip15           | -            | Nr. 32 in de Nationale Hitparade                                               |
| Suspended in gaffa                                            | 1982                  | 25 december 1982      | tip17           | -            | Nr. 50 in de Nationale Hitparade                                               |
| Running up that hill                                          | 1985                  | 17 augustus 1985      | 6               | 18*          | Nr. 6 in de Nationale Hitparade / TROS Paradeplaat Hilversum 3                 |
| Cloudbusting                                                  | 1985                  | 23 november 1985      | 11              | 8            | Nr. 13 in de Nationale Hitparade                                               |
| Don't give up                                                 | 1986                  | 29 november 1986      | 4               | 12           | met Peter Gabriel / Nr. 5 in de Nationale Hitparade / TROS Paradeplaat Radio 3 |
| The sensual world                                             | 1989                  | 14 oktober 1989       | 17              | 5            | Nr. 20 in de Nationale Top 100                                                 |
| Rocket man (I think it's going to be a long, long time)       | 1991                  | 11 januari 1992       | 22              | 4            | Nr. 27 in de Nationale Top 100                                                 |
| Rubberband girl                                               | 1993                  | 18 september 1993     | tip11           | -            | Nr. 37 in de Mega Top 50                                                       |
| The man I love                                                | 1994                  | 20 augustus 1994      | tip19           | -            | met Larry Adler                                                                |
| King of the mountain                                          | 21 oktober 2005       | -                     |                 |              | Nr. 13 in de Mega Top 50                                                       |
| The man with the child in his eyes                            | 2011                  | -                     |                 |              | Nr. 99 in de Single Top 100                                                    |

| Single met hitnotering(en) in de Vlaamse Ultratop 50 | Datum van verschijnen | Datum van binnenkomst | Hoogste positie | Aantal weken | Opmerkingen                                    |
| ---------------------------------------------------- | --------------------- | --------------------- | --------------- | ------------ | ---------------------------------------------- |
| Wuthering heights                                    | 1978                  | 18 maart 1978         | 6               | 11           | Nr. 7 in de Radio 2 Top 30                     |
| Breathing                                            | 1980                  | -                     |                 |              | Nr. 25 in de Radio 2 Top 30                    |
| Running up that hill                                 | 1985                  | 31 augustus 1985      | 6               | 12*          | Nr. 6 in de Radio 2 Top 30                     |
| Cloudbusting                                         | 1985                  | 16 november 1985      | 16              | 6            | Nr. 18 in de Radio 2 Top 30                    |
| Don't give up                                        | 1986                  | 3 januari 1987        | 9               | 7            | met Peter Gabriel / Nr. 7 in de Radio 2 Top 30 |
| The sensual world                                    | 1989                  | 14 oktober 1989       | 31              | 7            | Nr. 23 in de Radio 2 Top 30                    |
| Rubberband girl                                      | 1993                  | 9 oktober 1993        | 47              | 1            | Nr. 37 in de Mega Top 50                       |

### NPO Radio 2 Top 2000
| Nummers met noteringen in de NPO Radio 2 Top 2000 | '99 | '00  | '01 | '02  | '03  | '04  | '05  | '06  | '07  | '08  | '09  | '10  | '11  | '12 | '13  | '14  | '15  | '16  | '17  | '18  | '19 | '20  | '21  | '22  | '23  | '24  |
| ------------------------------------------------- | --- | ---- | --- | ---- | ---- | ---- | ---- | ---- | ---- | ---- | ---- | ---- | ---- | --- | ---- | ---- | ---- | ---- | ---- | ---- | --- | ---- | ---- | ---- | ---- | ---- |
| Army Dreamers                                     | -   | -    | -   | -    | -    | -    | -    | -    | -    | -    | -    | -    | -    | -   | -    | -    | -    | -    | -    | -    | -   | -    | -    | -    | -    | 1455 |
| Babooshka                                         | -   | 1245 | -   | 1321 | 1290 | 1267 | 1406 | 1433 | 1500 | 1413 | 1366 | 1422 | 1448 | 947 | 1396 | 1718 | 1726 | 1766 | 1940 | 1959 | -   | 1907 | 1538 | 1198 | 1362 | 1265 |
| Cloudbusting                                      | -   | -    | -   | -    | -    | -    | 767  | 896  | 909  | 1275 | 661  | 751  | 736  | 496 | 614  | 478  | 620  | 578  | 598  | 644  | 657 | 654  | 587  | 424  | 474  | 427  |
| Don't Give Up (met Peter Gabriel)                 | 171 | 162  | 183 | 172  | 213  | 193  | 155  | 194  | 238  | 184  | 255  | 219  | 279  | 237 | 238  | 190  | 254  | 309  | 302  | 295  | 341 | 289  | 308  | 305  | 296  | 307  |
| Running Up That Hill                              | -   | 639  | 973 | 862  | 742  | 790  | 803  | 939  | 774  | 794  | 722  | 770  | 756  | 675 | 652  | 596  | 648  | 591  | 622  | 561  | 597 | 595  | 576  | 53   | 113  | 149  |
| The Man With the Child in His Eyes                | 263 | 304  | 316 | 289  | 209  | 86   | 216  | 240  | 256  | 188  | 184  | 183  | 192  | 251 | 248  | 188  | 277  | 239  | 292  | 281  | 316 | 340  | 306  | 221  | 262  | 371  |
| Them Heavy People                                 | -   | -    | -   | -    | 1972 | -    | -    | -    | -    | -    | -    | -    | -    | -   | -    | -    | -    | -    | -    | -    | -   | -    | -    | -    | -    | -    |
| Wuthering Heights                                 | 67  | 77   | 96  | 95   | 116  | 93   | 99   | 119  | 111  | 102  | 101  | 102  | 132  | 144 | 164  | 117  | 128  | 118  | 120  | 126  | 140 | 129  | 139  | 107  | 110  | 116  |

1. ↑  Een '-' betekent dat het nummer niet was genoteerd en een vetgedrukt getal geeft de hoogste notering van een nummer aan.

### Dvd's
| Dvd's met hitnoteringen in de Nederlandse Music Top 30 | Datum van verschijnen | Datum van binnenkomst | Hoogste positie | Aantal weken | Opmerkingen |
| ------------------------------------------------------ | --------------------- | --------------------- | --------------- | ------------ | ----------- |
| Live at Hammersmith Odeon 1979~05~13                   | 2012                  | 29 september 2012     | 27              | 2            |             |

## Voetnoten
1. ↑  SoundProof Magazine - You Should Already Own - Hounds of Love by Kate Bush
2. ↑  Genomineerden Orde van het Britse Rijk 2012. Geraadpleegd op 3 januari 2013.
3. ↑  NOS - Kaarten Kate Bush weg in kwartier. Gearchiveerd op 14 augustus 2022.
4. ↑  Londens publiek lyrisch over comeback Kate Bush, NU.nl, 27 augustus 2014. Gearchiveerd op 5 juli 2022.
5. ↑  Kate Bush Sets U.K. Chart Record, Billboard, 1 september 2014.
6. ↑  Kate Bush weer populair door ‘Stranger things’. De Standaard (2 juni 2022). Gearchiveerd op 8 juni 2022. Geraadpleegd op 8 juni 2022.
7. ↑  Valerie Droeven, Muziek als motor voor nostalgie. De Standaard (8 juni 2022). Gearchiveerd op 8 juni 2022. Geraadpleegd op 8 juni 2022.
8. ↑  Officiële Album Top 100 notering voor The Kick Inside. Geraadpleegd op 3 januari 2013.
9. ↑  Officiële Album Top 100 notering voor Lionheart. Gearchiveerd op 14 augustus 2023. Geraadpleegd op 3 januari 2013.
10. ↑  Officiële Album Top 100 notering voor Never For Ever. Gearchiveerd op 14 augustus 2023. Geraadpleegd op 3 januari 2013.
11. ↑  Officiële Album Top 100 notering voor The Dreaming. Gearchiveerd op 14 augustus 2023. Geraadpleegd op 3 januari 2013.
12. ↑  Officiële Album Top 100 notering voor Hounds Of Love. Gearchiveerd op 14 augustus 2023. Geraadpleegd op 3 januari 2013.
13. ↑  Officiële Album Top 100 notering voor The Whole Story. Gearchiveerd op 14 augustus 2023. Geraadpleegd op 3 januari 2013.
14. ↑  Officiële Album Top 100 notering voor The Sensual World. Geraadpleegd op 3 januari 2013.
15. ↑  Officiële Album Top 100 notering voor The Red Shoes. Geraadpleegd op 3 januari 2013.
16. ↑  Officiële Album Top 100 notering voor Aerial. Geraadpleegd op 3 januari 2013.
17. ↑  Officiële Album Top 100 notering voor Director's Cut. Geraadpleegd op 3 januari 2013.
18. ↑  Officiële Album Top 100 notering voor 50 Words For Snow. Geraadpleegd op 3 januari 2013.
19. ↑  Officiële Album Top 100 notering voor Before the dawn. Geraadpleegd op 12-2016.

- Bibsys: 44263
- Biblioteca Nacional de España: XX869728
- Bibliothèque nationale de France: cb13892009d (data)
- Gemeinsame Normdatei: 118517988
- International Standard Name Identifier: 0000 0001 1480 8340
- Library of Congress Control Number: n91108828
- Nationale Bibliotheek van Letland: 000066944
- MusicBrainz: 4b585938-f271-45e2-b19a-91c634b5e396
- Nationale Bibliotheek van Tsjechië: ola2002149454
- Nationale Bibliotheek van Israël: 987007352282305171
- Nationale Bibliotheek van Polen: a0000002794043
- Nationale en Universitaire bibliotheek Zagreb: 000065903
- Nederlandse Thesaurus van Auteursnamen: 070134340
- Réseau des bibliothèques de Suisse occidentale: 02-A003061198
- Istituto Centrale per il Catalogo Unico: TO0V328269
- LIBRIS: 337351
- SNAC: w6224zdm
- Système universitaire de documentation: 084136308
- Virtual International Authority File: 120739740
- WorldCat: E39PBJB4gXQ7hFvB68TgWyvj4q